# 小山ゆうな
小山 ゆうな（こやま ゆうな、1976年1月26日 - ）は、ドイツ・ハンブルク出身の日本の劇作家、脚本家、演出家。2010年まで劇団NLT演出部に所属。退団後フリーの演出家として活動。2012年より有限会社パレナージュに所属し雷ストレンジャーズの演劇企画の演出。戯曲の力を引き出す上質な翻訳物ストレートプレイの演出に定評がある。2017年小田島雄志・翻訳戯曲賞受賞。2018年読売演劇大賞優秀演出家賞受賞。2018年サンモールスタジオ最優秀団体賞（雷ストレンジャーズ）受賞。2010年より東北新社テクノアカデミア講師。他養成所にて新人養成、ワークショップも実施。児童文学者・演劇評論家の楠山正雄、小説家の前田晁は曾祖父。児童文学作家の徳永寿美子は曾祖母。中国哲学者の楠山春樹は大叔父。実業家の津田久は族伯祖父。

## 来歴
ドイツ・ハンブルク生まれ。小学校受験のタイミングで帰国し東洋英和女学院小学部に入学。小学5年生の時に再びハンブルクへ赴き、中学3年生の途中で帰国し編入試験を経て再入学。東洋英和女学院中学部・高等部、早稲田大学第一文学部演劇専修卒業。

### 受賞歴
- 2017年小田島雄志・翻訳戯曲賞
- 2018年 読売演劇大賞 優秀演出家賞
- 2018年　サンモールスタジオ最優秀団体賞

### 舞台
- 待ちわびて（1996　シャユカイ）ー演出
- 再会（2003　アートコラボレーションDuO） - 脚本・演出
- 情理（2004　アートコラボレーションDuO） - 脚本・演出
- 命を弄ぶ男ふたり／紙風船（2007　ギャラリーシアタークロワゼ） - 演出
- ホテルZOO　Chambre mandarine（2008 劇団NLT） - 演出
- ピットパット〜幸せのあしおと〜　（2009　まいまいかたつむり企画） - 脚本
- 3億ぽっちでどうなるもんかよ　Pour cent briques, t'as plus rien...（2009　劇団NLT） - 演出
- blog　（2010　ワニズホール） - 演出
- 世界の同時代リーディングシアター殺戮の神God of Carnage /Le Dieu du Carnage  （作：ヤスミナ・レザ）（2010　劇団黒テント） - 演出
- キョウジンニッキトガイトウ（作：ニコライ・ゴーゴリ）（2011　演劇集団ア・ラ・プラス） - 演出
- ITI世界の秀作短編研究シリーズ　ドイツ編　画の描写（作：ハイナ・ミュラー　Heiner Müller）言葉のない世界（作：デア・ローアー　Dea Loher）（2011年　ITI） - 演出
- たくらみと恋（作：シラー）雷ストレンジャーズ　演劇ジェット紀行　ドイツ編（2012年4月） - 演出
- 子どもと大人のための朗読劇「青い鳥」（作：メーテルリンク）雷ストレンジャーズ＋こどもパワープロジェクト（2012年11月） - 演出
- 群盗（作：シラー）雷ストレンジャーズ　演劇ジェット紀行　ドイツ滞在編（2013年4月） - 演出
- ブラウニング　バージョン（作：テレンス・ラティガン）雷ストレンジャーズ　テレンス・ラティガン上演シリーズvol.1（2014年3月） - 演出　出演：モロ師岡、紫城るい、萬谷法英、杉浦一輝、松村良太、田辺千絵美、倉石功　於：シアターサンモール
- カスパー・ホイザー・メア（作：フェリツィア・ツェラー）I.N.S.N.企画vol.4　（2014年6月） - 演出　出演：増岡裕子、氏家恵、長田紫乃
- フォルケフィエンデ - 人民の敵 - （作：ヘンリック・イプセン）雷ストレンジャーズ　演劇ジェット紀行　ノルウェー編（2015年7月） - 演出　出演：寺十吾、石田圭祐、田中茂弘、鳥越さやか、霜山多加志、松村良太、山下順子、小野寺ずる　於：サンモールスタジオ
- はるなつあきふゆ（作：別役実）劇団銅羅（2015年9月） - 演出　出演：山田昭一、モロ師岡、長谷川由里、庄崎真知子他
- 子供の時間（作：リリアン・ヘルマン）（2016年3月） - 演出　出演：福井夏紀、長谷川由里、庄崎真知子、永井沙織 他
- 国際演劇祭「イプセンの現在」招聘作品    フォルケフィエンデ - 人民の敵 - [（作：ヘンリック・イプセン）雷ストレンジャーズ　（2016年12月） - 演出　出演：寺十吾、廣田高志、宇井晴雄、辻しのぶ、霜山多加志、松村良太、山下順子、小野寺ずる　於：シアターχ
- 「緑のオウム亭-1幕のグロテスク劇-」雷ストレンジャーズ 演劇ジェット紀行 オーストリア編 (2017年3月) 演出 出演:浅井伸治、廣田高志、伊東弘美、霜山多加志、松村良太、辻しのぶ、今井勝法、小原雄平、白川哲次 他 於:小劇場B1
- 「チック」世田谷パブリックシアター主催公演  (2017年8月)   演出     出演:柄本時生、篠山輝信、あめくみちこ、大鷹明良、土井ケイト 於:シアタートラム
- 「山歩き」(2017年12月) マルティン・ヘックマンス イナセナ企画 出演:モロ師岡、霜山多加志 他
- 「父」(2018年3月) 雷ストレンジャーズ 演劇ジェット紀行 スウェーデン編 出演:松村武、霜山多加志、松村良太、山下順子、谷口翔太 他　【雷ストレンジャーズ　サンモールスタジオ最優秀団体賞受賞・サンモールスタジオ最優秀男優賞受賞】
- 「冬の旅」[3] ヤエル・ロネン　小山ゆうな訳　出演：亀山佳明、万里紗、松村良太、霜山多加志、野々山貴之、浅井伸治　他
- 「コモン・グラウンド」 ヤエル・ロネン　庭山由佳訳　出演：小林あや、霜山多加志、松村良太　蔵下穂波、野々山貴之（俳優座）、きっかわ佳代（テアトル・エコー）、マイ
- 「チック」再演　世田谷パブリックシアター　小山ゆうな訳　出演：篠山輝信、柄本時生、土井ケイト、那須佐代子、大鷹明良
- 「リーグ・オブ・ユース〜青年同盟」　ヘンリック・イプセン作　弦巻星之介・小山ゆうな上演台本　中村蓉振付　出演：霜山多加志、松村良太、石村みか、野々山貴之、平山美穂、谷口翔太、伊東弘美　他
- 「オルフォイスあるいはイザナギ　黄泉の国からの帰還」多和田葉子作　小松原由理訳　出演：紫城るい、霜山多加志、松村良太、平山美穂
- 「チェーザレ 破壊の創造者」 明治座 2020年
- 「願いがかなうぐつぐつカクテル」ミヒャエル ・エンデ 新国立劇場 2020年 北村有起哉、あめくみちこ、松尾論
- 「ロボット・イン・ザ・ガーデン」劇団四季 2020年
- 「ローズのジレンマ」東宝2021年　大地真央、神田沙也加、村井良大、別所哲也
- 「ブライトン・ビーチ回顧録」パルコ2021年　佐藤勝利、松下由樹、入野自由、須藤理彩、川島海荷、岩田華怜、神保悟志
- 「愛するとき　死するとき」世田谷パブリックシアター2021年　演出　出演：浦井健治、高岡早紀、前田旺志郎、岡本夏美、小柳友　他
- 「ラビット・ホール」2022年　演出　出演：小島聖、田代万里生　他
- 「COLOR」 2022年　演出　出演：浦井健治、成河、濱田めぐみ、柚希礼音[4]
- ミュージカル「チェーザレ」　2023年　演出
- 「ファインディング・ネバーランド」 2023年 演出・翻訳　出演：山崎育三郎 - 演出
- 「ビロクシー・ブルース」2023年　上演台本・演出　東宝　シアタークリエ
- 「スプーンフェイス・スタインバーグ」2024年　演出　KAAT 神奈川芸術劇場　出演：安藤玉恵　片桐はいり
- 「ハネムーン・イン・ベガス」2024年　演出
- 「ワタシタチはモノガタリ」2024年　演出
- ミュージカル「梨泰院クラス」2025年　演出

### 映像
- ドリアンじいさん（2005　伊参映画祭グランプリ受賞作品） - プロデュース
- 美　2007 - シナリオ

### 舞台　その他
- デート（1996） - 出演
- 地平線の音階（1996） - 出演
- 黒点の記（1996） - 製作